# Ken Hensley
Pour les articles homonymes, voir Hensley.
Kenneth William David Hensley, né le 24 août 1945 et mort le 4 novembre 2020, est un auteur-compositeur-interprète britannique, multi instrumentiste et producteur, connu pour son travail avec Uriah Heep dans les années 1970.
Il a écrit ou coécrit la plupart des chansons d'Uriah Heep au cours de cette période, y compris les tubes Lady in Black, Easy Livin'  et Stealin' , ainsi que Look at Yourself et Free Me.

## Biographie
Né à Plumstead, dans le sud-est de Londres, sa famille a ensuite déménagé avec trois frères et une sœur de Stevenage, Hertfordshire en 1945.
Il apprend à jouer de la guitare à l'âge de 12 ans grâce à un manuel de Bert Weedon. Son premier concert a lieu à The Mentmore Pen Factory, à Stevenage en septembre 1960. Il joue ensuite avec les Blue Notes, Ken & his Cousins et Kit & the Saracens en 1962. En 1963, ce groupe évolue pour devenir The Jimmy Brown Sound, et ils enregistrent des chansons désormais perdues. À cette époque, la première opportunité professionnelle de Hensley était presque imminente : ils devaient accompagner Ben E. King lors d'une visite en Angleterre, mais cela ne s'est jamais produit.
Au début de 1965, Hensley forme un groupe appelé The Gods, avec le jeune guitariste Mick Taylor, connu par la suite pour son travail avec John Mayall & The Bluesbreakers et les Rolling Stones. Hensley écrit la majeure partie de la musique, chante et joue de l'orgue Hammond B3 car le groupe avait déjà le talentueux Mick Taylor à la guitare. La formation de The Gods comprenait, à un moment ou à un autre, le jeune chanteur et guitariste/bassiste Greg Lake (plus tard avec King Crimson et Emerson, Lake & Palmer), le bassiste Paul Newton (qui sera le premier bassiste d'Uriah Heep), le batteur Lee Kerslake (qui rejoindra également Uriah Heep), le bassiste John Glascock (qui jouera plus tard avec Jethro Tull) et le guitariste Joe Konas. Au début de 1968, ils signent avec Columbia Records et enregistrent deux albums, Genesis en 1968 et To Samuel a Son en 1969 ainsi que plusieurs singles. Après cela, Newton quitte le groupe pour rejoindre Spice, un groupe basé à Essex.
Hensley a également joué sur un projet parallèle d'un album du groupe The Gods initialement prévu pour devenir leur troisième album, mais a été enregistré et finalement publié en 1969/1970 sous le titre "Orgasm" de Head Machine. L’album a été produit par David Paramor (producteur de "The Gods"). Les membres du groupe ont joué sous des pseudonymes. Hensley jouait surtout la guitare, comme au début de sa carrière. Bien que Paramor ait été reconnu comme compositeur, les chansons portent de nombreuses influences de Hensley. L'album est sorti avant que Hensley ne rejoigne Toe Fat et peut pratiquement être considéré comme un avant-goût de son futur travail avec Uriah Heep.
Le groupe finit par se séparer mais Cliff Bennett, du groupe Rebel Rousers, décide de prendre une direction plus progressive et demanda à The Gods de le rejoindre. Sous le nom de Toe Fat, ils sortent deux disques, mais seul le premier met en vedette Hensley.
Paul Newton demande à Hensley (Noël 1969) de joindre ses forces à Spice, qui recherche un claviériste pour rendre leur son moins blues et plus progressif, conformément à la tendance d'alors. En janvier 1970, Spice change son nom pour Uriah Heep. Le guitariste Mick Box et le chanteur David Byron font également partie de cette première formation. Avec Uriah Heep, Hensley a trouvé un endroit où développer et mettre en valeur ses capacités d'écriture de la musique et des textes, ainsi que son jeu aux claviers et à la guitare. La formation classique du groupe comprend Hensley, Byron, Box, Kerslake et le bassiste Gary Thain, alors que la direction est assurée par Gerry Bron (Bronze Records). Durant son séjour avec Uriah Heep (1970-1980), ils enregistrent treize albums studio et l'album Uriah Heep Live - janvier 1973. Ils ont aussi publié de nombreuses compilations et singles. Hensley a également enregistré ses deux premiers albums solo, Proud Words on a Dusty Shelf (1973) et Eager To Please (1975) au cours de cette période. Il était principalement soutenu par Mark Clarke et Bugs Pemberton.
Après le départ du bassiste Gary Thain (mort en 1975) et du chanteur David Byron, d’autres musiciens rejoignent la famille Heep : John Wetton (ex-Mogul Thrash, Family et King Crimson), Trevor Bolder (de Spiders from Mars et Wishbone Ash), et John Lawton (Lucifer's Friend).
En 1980, Hensley quitte le groupe, mécontent de la direction musicale choisie. Après avoir tenté de former un nouveau groupe au Royaume-Uni (Shotgun), il déménage aux États-Unis et joue quelques concerts en Amérique du Nord sous le nom de Ken Hensley Band. À peu près à la même époque, il publie son troisième album solo, Free Spirit (1980).
En 1982, Hensley rejoint Blackfoot, un groupe de hard southern rock basé en Floride. Avec eux, il enregistre deux albums (Siogo en 1983 et Vertical Smiles en 1984). Bien que le groupe connaisse un certain succès, Hensley part après que Bron eut appris le décès de David Byron, chanteur de Uriah Heep, en 1985.
Après 1985, Hensley vit une demi-retraite à St Louis, dans le Missouri (États-Unis), faisant quelques apparitions avec W.A.S.P., Cinderella et autres. Le leader de W.A.S.P. Blackie Lawless a déclaré que "Ken Hensley a écrit la livre de référence des claviers heavy metal en ce qui me concerne".
En 1994, From Time To Time, une collection d'enregistrements perdus, est publiée. Elle contient des chansons rares enregistrées par Hensley entre 1971 et 1982, ainsi que certaines premières versions des chansons classiques de Uriah Heep, interprétées par Hensley et ses compagnons de chambre à cette époque, à savoir le guitariste. Paul Kossoff et le batteur Simon Kirke (tous deux de Free). Le bassiste Boz Burrell de (King Crimson et Bad Company), le guitariste Mick Ralphs (Bad Company), le batteur Ian Paice de (Deep Purple, Whitesnake) et Kenney Jones (The Faces,  The Who), entre autres, y figuraient également.
En 1999, les activités musicales de Hensley ont commencé à augmenter, parallèlement à son travail avec St Louis Music. Il a ouvert un studio d'enregistrement multi-chambres (The Upper Room), où il a enregistré l'album A Glimpse of Glory avec les ingénieurs du son Bud Martin & Jason Mcentire) avec son groupe Visible Faith.
Lors du quatrième congrès annuel d'Uriah Heep à Londres, en mai 2000, le soi-disant "groupe de Hensley/Lawton" avait prévu d'organiser un concert unique. Hensley a été rejoint par l'ancien chanteur d'Uriah Heep, John Lawton, leur première collaboration publique depuis le départ de ce dernier en 1979. Ils étaient accompagnés de Paul Newton (le bassiste original du groupe) et de deux membres du groupe solo de Lawton, Reuben Kane à la guitare solo et Justin Shefford à la batterie. Ils ont joué un ensemble de vieux classiques d'Uriah Heep et quelques-unes des chansons solo de Hensley. Le concert a été enregistré pour un CD, suivi d'une tournée en Europe qui a culminé avec un concert à Hambourg, en Allemagne, mettant en vedette un orchestre complet et une nouvelle interprétation de La vieille chanson de Uriah Heep "Salisbury".
Running Blind, son premier disque en 21 ans, est sorti dans le monde entier en 2002, suivi d'une tournée mondiale avec son groupe "Free Spirit", qui comprenait des musiciens incroyables: Dave Kilminster (guitare), Andy Pyle (basse) et Pete Riley. (batterie). Kilminster et Riley ont plus tard joué avec le Keith Emerson Band. Et Kilminster fit aussi partie du groupe de Roger Waters. Il donne maintenant des concerts annuels réguliers dans de petites salles en Scandinavie, telles que la "Summer Party" à Fredrikstad, en Norvège, où il donne des concerts consécutifs à tous les mois d'août depuis près de six ans. Toujours en 2002, Ken Hensley fait une tournée avec John Wetton sous le nom Ken Hensley & John Wetton et l'un de ces concerts en filmé pour paraître sous le titre More Than Conquerors en DVD. Parmi les musiciens qui les accompagnent, on retrouve Andy Pyle à la basse, Steve Christey à la batterie, David Kilminster à la guitare et John Young aux claviers, alors que Wetton alterne à la basse et à la guitare et au chant et Hensley joue les claviers et la guitare slide en plus du chant. Et un album live paraît aussi en 2002 avec John Wetton, One Way Or Another avec la même formation que sur le DVD précédemment parut. 
Après avoir déménagé en Espagne, Hensley a occupé son emploi du temps et a publié The Last Dance (avec de nouvelles chansons), The Wizard's Diary (avec les classiques d'Uriah Heep réenregistrés en 2004) et Cold Autumn Sunday (les chansons en solo de Hensley réenregistrées en 2005).
L'opéra rock Blood on the Highway, qui comptait un certain nombre d'invités spéciaux, a été enregistré à la fin de 2006 et sorti en mai 2007. Le récit décrit l'ascension et la chute d'une star du rock'n'roll et sa reprise éventuelle. Le rôle principal au chant  était partagé entre Hensley lui-même, Glenn Hughes (ex-Deep Purple, Trapeze et Black Sabbath), Jorn Lande (ex-The Snakes, Masterplan), John Lawton (Lucifer's Friend, Uriah Heep) et Eve Gallagher .
En septembre 2008, Hensley est de nouveau sur scène avec John Lawton, Lee Kerslake et Paul Newton, tous célèbres grâce à Uriah Heep, auxquels vient s’ajouter l’ex-guitariste de Focus, Jan Dumée, à la réunion des fans de "Heepvention 2008".
Hensley a continué à écrire et à enregistrer une série de nouveaux albums, en commençant par une collection de chansons sous le titre Love & Other Mysteries, enregistrées près de chez lui en Espagne et suivies en 2011 par Faster, son premier enregistrement en studio de nouvelles chansons avec son groupe, "Live Fire". La tournée a suivi la tournée, et l'inspiration pour de nouvelles chansons a continué à venir. Cherry Red Records a publié un CD de l'un de ses concerts solo en avril 2013, qui sera suivi le 24 juin de cette même année par un CD enregistré avec le groupe "Live Fire" lors d'une tournée en septembre et octobre. Pour terminer le cycle de trois albums en une seule année, Trouble, un album de 10 nouvelles chansons enregistrées avec une gamme révisée de LIVE FIRE a été publié, à nouveau par Cherry Red, début septembre. Pendant ce temps, les tournées se poursuivaient et voyaient Hensley en solo au Japon, en Russie et dans d'autres pays, ainsi que des spectacles dans toute l'Europe et en Scandinavie avec Live Fire.
Au cours des dernières années, Hensley et son épouse ont vécu dans le village d’Agost, près d’Alicante, en Espagne.

## Discographie

### Solo
| - 1973 : Proud Words on a Dusty Shelf - 1975 : Eager to Please - 1980 : Free Spirit - 1990 : The Best of Ken Hensley (compilation) - 1994 : From Time to Time - 1999 : A Glimpse of Glory (Ken Hensley & Visible Faith) - 2000 : Ken Hensley Anthology (compilation) - 2002 : Running Blind - 2003 : The Last Dance - 2004 : The Wizard's Diary Volume 1 (CD/DVD) (Chansons originales de Uriah Heep retravaillées et enregistrées en Russie) | - 2005 : Cold Autumn Sunday - 2006 : Elements: Anthology 1968 to 2005 - 2007 : Blood on the Highway - 2012 : Love & Other Mysteries - 2013 : Live Tales (live solo acoustique enregistré a La Caja Negra Las Cigarreras, Alicante, Spain, 20.08.12) - 2018 : Rare & Timeless (compilation) - 2021 : My Book of Answers (album posthume) |

### Uriah Heep
| - 1970 : ...Very 'Eavy ...Very 'Umble - 1971 : Salisbury - 1971 : Look at Yourself - 1972 : Demons and Wizards - 1972 : The Magician's Birthday - 1973 : Sweet Freedom - 1974 : Wonderworld - 1975 : Return to Fantasy - 1976 : High and Mighty - 1977 : Firefly - 1977 : Innocent Victim - 1978 : Fallen Angel - 1980 : Conquest | - 1973 : Uriah Heep Live - 1986 : Live at Shepperton '74 - 1986 : Live in Europe 1979 - 1997 : Live in San Diego 1974 - 2002 : The Magician's Birthday Party - 1975 : The Best of Uriah Heep - 1990 : Still 'Eavy Still Proud - 1991 : Rarities From The Bronze Age - 1993 : The Lansdowne Tapes - 1996 : A Time of Revelation - 2005 : Chapter & Verse – The Uriah Heep Story |

### The Gods
- 1968 : Genesis
- 1969 : To Samuel A Son
- 1976 : The Gods Featuring Ken Hensley

### Head Machine
- 1969 : Orgasm

### Toe Fat
- 1970 : Toe Fat (1970)

### Weed
- 1971 : Weed...!

### Blackfoot
- 1983 : Siogo
- 1984 : Vertical Smiles
- 1998 : KBFH Presents Blackfoot Live 1983

### John Lawton
- 2001 : The Return (live)
- 2001 : Salisbury Live (live)

### John Wetton
- 2002 : More Than Conquerors (live)
- 2002 : One Way Or Another (live)

## Liens externes

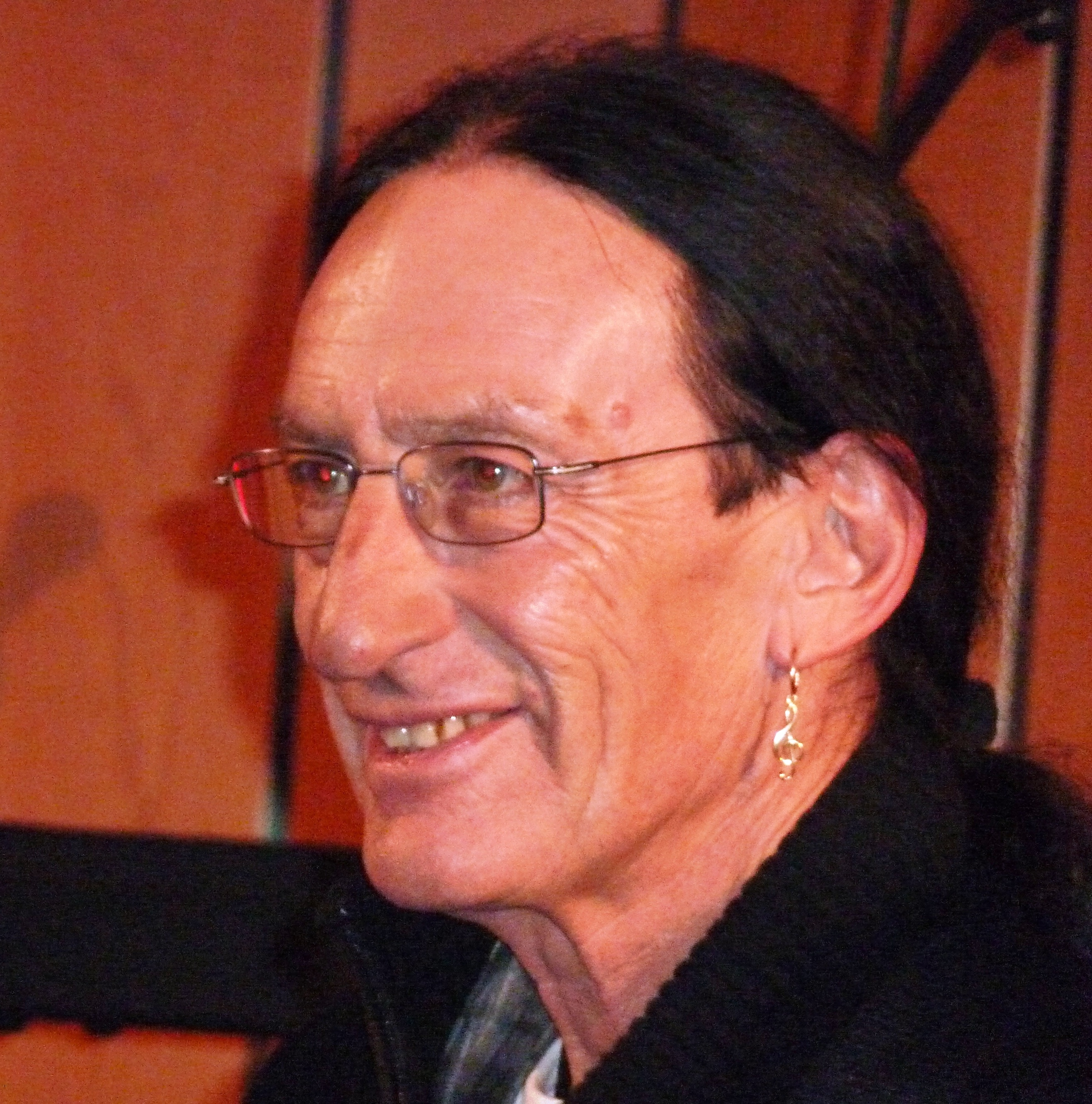
Ken Hensley en 2009 at the Creativity Worldforum in Ludwigsburg.

### Ken Hensley & Live Fire
- 2011 : Faster
- 2013 : Live Fire LIVE
- 2013 : Trouble